# صينيو المغرب
الصينيون في المغرب يمثلون مجتمعا صغيرا حديث الأصل أخذ ينمي بفضل التجارة بالجملة وتجارة التجزئية ويذكيه الآن الاستثمار الصيني في مشاريع تنموية مثل إنشاء مناطق اقتصادية خاصة صينية في طنجة وفاس، في إطار مشروع التوسع الصيني الاقتصادي «حزام وطريق» أي «طريق الحرير الجديد».
المغرب مهم بالنسبة للصين، لأنه بوابة إلى قارتي أوروبا وإفريقيا، وله اتفاقيات التجارة الحرة مع أوروبا والولايات المتحدة يزداد التواجد الصيني في المغرب أكثر فأكثر. هناك مثلا مراكز اللغة المندرينية في المدن الكبرى مثل معهد كونفوشيوس الذي له فروع في الدار البيضاء والرباط وتطوان.

## سياحة
يزداد عدد السياح الصينيين جذريا فناهز عددهم عن 7,000 سياحي في 2013، ثم بلغ 120,000 سياحي صيني في 2017، ومن المتوقع أن يستقبل المغرب 500,000 سياحي صيني في 2020. من هؤلاء المسافرين الصينيين هناك رجال أعمال يصلون إلى المغرب بحثا عن فرص عمل.

## الدار البيضاء
يتواجد التجار الصينيون في درب عمر وهو من أكبر الأحياء التجارية في الدار البيضاء، وجعلوا منه مركزا ظهر فيه حي صيني. يدير الصينيون محلات تجزئة صغيرة ذات واجهات ضيقة. لاحظ سفير أميركي زار المنطقة ليقدم تقريرا عن نشطات الصينيين الاقتصادية أن «ذوي الدخل المنخفض يقدرون الإمكانية التي توفرها المستوردات الصينية لشراء بضائع لم تتح لهم سابقا.»

## طنجة
في 2016، تم توقيع على عقد لبناء قطب اقتصادي يحمل اسم مدينة محمد السادس أي «طنجة تيك» الذي كان من المفروض أن يوفر 100000 وظيفة في 100 شركة إلا أن الاتفاق تلاشى نظرا لإلحاح الصينيين على أنهم سيمتلكون المدينة، بينما تؤكد السلطات المغربية أنها ترحب بالاستثمار الصيني إلا أن المملكة المغربية لن تتنازل عن سيادتها في أراضيها.

## فاس
وقع يوم 13 أكتوبر 2017 عقد لإنشاء منطقة اقتصادية صينية بما فيها مشروع للطاقة الشمسية. بادرت بالمشروع مجموعة الاتفاق الذهبي المساهمة (Golden Concord Group Limited) الصينية المكرسة للطاقة المتجددة.